# John Hartley
John Thorneycroft Hartley (ur. 9 stycznia 1849 w Tong, zm. 21 sierpnia 1935 w Knaresborough) – brytyjski tenisista, dwukrotny zwycięzca Wimbledonu.
Studiował na Oxfordzie, zdobywając uczelniane mistrzostwo w tenisie. Był duchownym anglikańskim, proboszczem parafii w Yorkshire.

## Kariera tenisowa
W trzecim w historii turnieju wimbledońskim sięgnął po końcowe zwycięstwo, pokonując w finale turnieju pretendentów (All Comers) Vera St Legera Goolda. Tytuł mistrza Wimbledonu przypadł mu walkowerem – w turnieju nie wziął udziału ubiegłoroczny triumfator Frank Hadow, mający zgodnie z ówczesnym regulaminem zagwarantowany udział w finale kolejnej edycji. Hartley jest jedynym duchownym, który triumfował na kortach Wimbledonu. Udział w turnieju łączył z obowiązkami duszpasterskimi, zaraz po wygranym półfinale turnieju pretendentów w sobotnie popołudnie musiał odbyć podróż do swojej parafii, odprawił tam niedzielne nabożeństwo i powrócił rano w poniedziałek, by pokonać rywala.
Hartley stał się także pierwszym mistrzem Wimbledonu, który obronił tytuł. W kolejnej edycji turnieju wystąpił tylko w meczu o tytuł (challenge round), pokonując Herberta Lawforda. W 1881 roku miał szansę na trzecie zwycięstwo, ale nie sprostał Williamowi Renshawowi.
Styl gry Hartleya opierał się na spokojnym przebijaniu piłek. Nie szukał raczej rozwiązań wolejowych, nie atakował, czekał na błędy przeciwników.

### Finały w turniejach wielkoszlemowych

#### Gra pojedyncza (2–1)
| Końcowy wynik | Nr | Data | Turniej           | Nawierzchnia | Przeciwnik          | Wynik finału       |
| ------------- | -- | ---- | ----------------- | ------------ | ------------------- | ------------------ |
| Zwycięzca     | 1. | 1879 | Wimbledon, Londyn | Trawiasta    | Vere St Leger Goold | 6:2, 6:4, 6:2      |
| Zwycięzca     | 2. | 1880 | Wimbledon, Londyn | Trawiasta    | Herbert Lawford     | 6:3, 6:2, 2:6, 6:3 |
| Finalista     | 1. | 1881 | Wimbledon, Londyn | Trawiasta    | William Renshaw     | 0:6, 1:6, 1:6      |